# Риккарди, Франко
Франко Риккарди (итал. Franco Riccardi, 13 июня 1905 — 24 мая 1968) — итальянский фехтовальщик-шпажист, многократный олимпийский чемпион и чемпион мира.

## Биография
Родился в 1905 году в Милане. В 1928 году стал обладателем золотой медали Олимпийских игр в Амстердаме. В 1929 году завоевал серебряную медаль Международного первенства по фехтованию в Неаполе. В 1930 году стал обладателем серебряной медали Международного первенства по фехтованию в Льеже. В 1931 году завоевал золотую медаль Международного первенства по фехтованию в Вене. В 1932 году стал обладателем серебряной медали Олимпийских игр в Лос-Анджелесе. В 1933 году завоевал золотую медаль на Международном первенстве по фехтованию в Будапеште. В 1934 году стал обладателем серебряной медали Международного первенства по фехтованию в Варшаве. В 1936 году на Олимпийских игр в Берлине завоевал две золотые медали.
В 1937 году Международная федерация фехтования признала все прошедшие ранее Международные первенства чемпионатами мира.